# Давидівка (Роздільнянський район)
Дави́дівка — село в Україні, у Захарівській селищній громаді Роздільнянського району Одеської області. Населення становить 169 осіб.
До 17 липня 2020 року було підпорядковане Захарівському району, який був ліквідований.

## Населення
Згідно з переписом 1989 року населення села становило 183 особи, з яких 82 чоловіки та 101 жінка.
За переписом населення 2001 року в селі мешкало 168 осіб.

### Мова
Розподіл населення за рідною мовою за даними перепису 2001 року:
| Мова       | Відсоток |
| ---------- | -------- |
| українська | 73,37 %  |
| молдовська | 23,08 %  |
| болгарська | 2,37 %   |
| російська  | 1,18 %   |